# Carnesville
Carnesville je město v Franklin County, v Georgii, ve Spojených státech amerických. V roce 2011 žilo ve městě 575 obyvatel.

## Demografie
Podle sčítání lidí v roce 2000 žilo ve městě 541 obyvatel, 197 domácností a 131 rodin. V roce 2011 žilo ve městě 315 mužů (54,9%), a 260 žen (45,1%). Průměrný věk obyvatele je 40 let.